# Leioscyphus verrucosus
Leioscyphus verrucosus là một loài rêu tản trong họ Geocalycaceae. Loài này được (Lindb.) Stephani miêu tả khoa học lần đầu tiên năm 1906.